# 野田・福島の戦い (1570年)
野田・福島の戦い（のだ、ふくしまのたたかい）は元亀元年（1570年）8月26日から9月23日に行われた戦い。この後10年にも亘る石山合戦の端緒といえる戦いである。

## 開戦までの経緯
永禄11年（1568年）、織田信長らは足利義昭を奉じて上洛し、京都から三好三人衆を追放した。
永禄12年（1569年）1月、三人衆は報復として本拠地阿波国から畿内に上陸、京都の義昭を襲撃して本圀寺の変を起こすが敗退。しかし、その後も信長打倒を画策し続けた。
元亀元年（1570年）6月、畿内から織田軍主力が撤収。これを好機と捉えた三人衆は、摂津池田城主・池田勝正の同族・池田知正と重臣の荒木村重を調略して、勝正を追放し、挙兵した。
なお、三人衆は北近江の浅井長政、越前国の朝倉義景、石山本願寺法主の顕如らと、開戦前から通じていたという説がある。

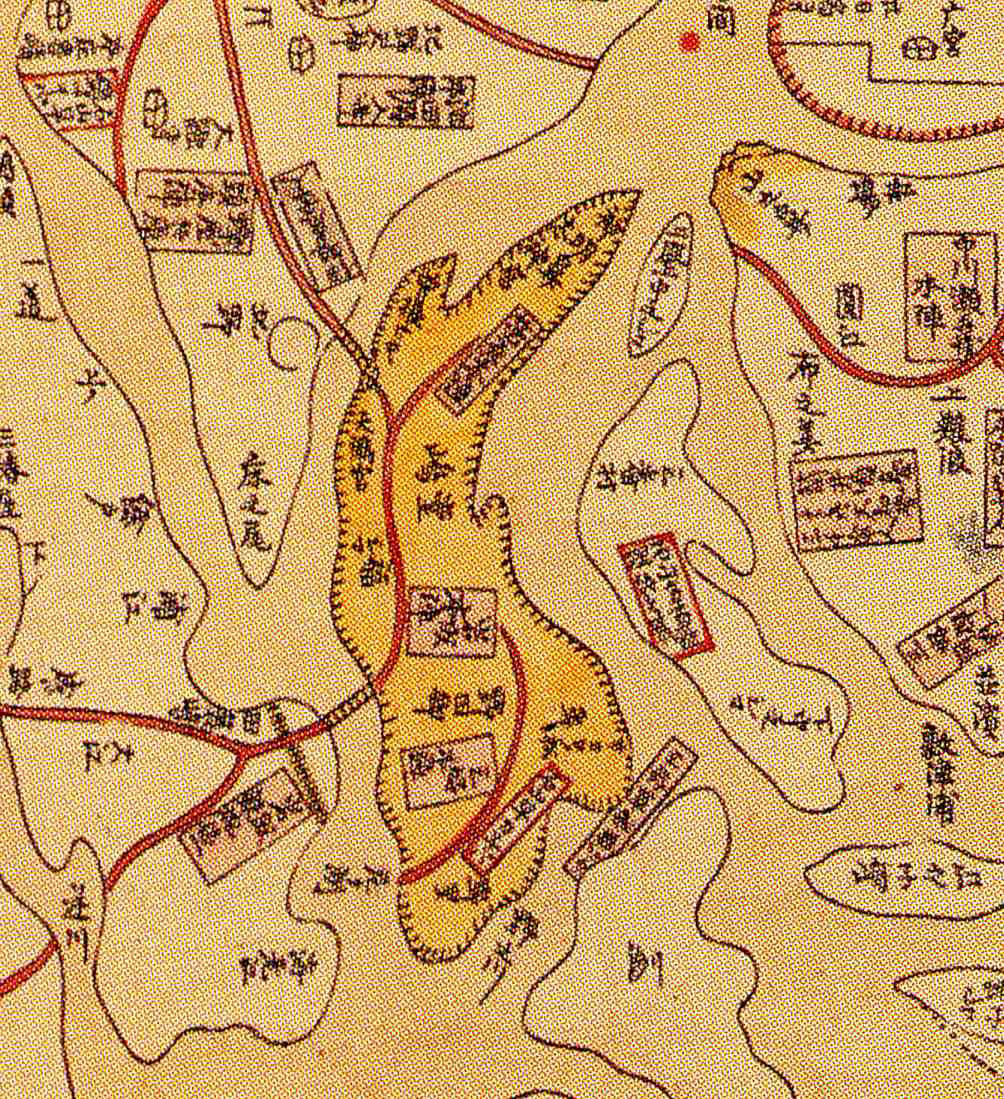
石山合戦配陣図の野田城、福島城周辺部分の拡大図

同年7月21日、三人衆軍は摂津中嶋に進出し、野田・福島に移り、野田城・福島城を築城した。
石山合戦配陣図によると、当時この地域は西側が海、北・南・東は川に囲まれた島のような場所であったと推定されている。そのような場所に堀を掘りなおしたり、壁をつけたり、櫓を建てるなどの改築を実施した。また細川昭元軍や紀伊国の鈴木孫一等が率いる雑賀衆の援軍も到着し、『松井家譜』によると、この時の総数は1万3千兵までになったようである。この雑賀衆というのは、水兵、鉄砲兵からなる傭兵部隊で、三人衆に属していた安宅信康に雇われた私兵ではなかったかといわれている。
この動きに、織田軍でいち早く応じたのが松永久秀・久通父子で、大和信貴山城で戦闘準備を整えると、27日には信貴山城を出立、河内に入国し三人衆軍の河内侵攻に備えた。また8月2日、足利義昭は畠山秋高に御内書を送り、信長と合力し紀伊・和泉国の兵を集結させ三人衆軍に対処するように命じた。
このような状態の中、17日に三人衆軍によって開戦した。三人衆軍は三好義継の城であった古橋城を攻城した。古橋城は三人衆軍を討伐する前線基地のような役割を担わされていた模様で、この時『細川両家記』によると三好義継軍150、畠山秋高軍150、合わせて300程度が集結していたと記載されている。また『尋憲記』には400とも記載されている。野田城・福島城を出立した三人衆軍は古橋城を攻めた。『細川両家記』によると、この時の首級が218と記載され、古橋城兵はほぼ全滅に近い損害であった。その後、榎並城も攻城したようである。
この報を受けた信長は、自ら三人衆を討ち獲るべく、馬廻り衆3千騎を引き連れて岐阜城を20日に出立。21日には横山城、22日には長光寺に、23日は本能寺に到着した。『言継卿記』によると京都にいた時の織田軍は4万まで膨れ上がったようである。その後、京都を25日に出立、枚方を経由して翌26日には野田城・福島城から南東5kmの天王寺に着陣した。これに対し三人衆軍も三好康長、安宅信康、十河存保、斎藤龍興等の阿波、讃岐、淡路からの援軍が到着し、この時の総数を『信長公記』によると8千ほどとしている。

## 戦いの状況
織田軍の配陣は、本陣を天王寺に置き、天満が森、川口、渡辺、神崎、上難波、下難波、浜の手に陣取り、主力は天満が森で摂津の地理に詳しい三好義継、松永久秀、和田惟政らを配した。
三人衆軍と比べて織田軍は数倍の兵力があったと思われるが、野田城・福島城がデルタ地帯にある堅城であった為、いきなり力攻めにしなかったようで、まずは誘降戦術を採った。28日に細川信良を始め三好為三、香西長信らが織田軍へ寝返り、9月3日に将軍義昭が奉行衆2千を引き連れ、細川藤賢のいる中嶋城へ着陣している。

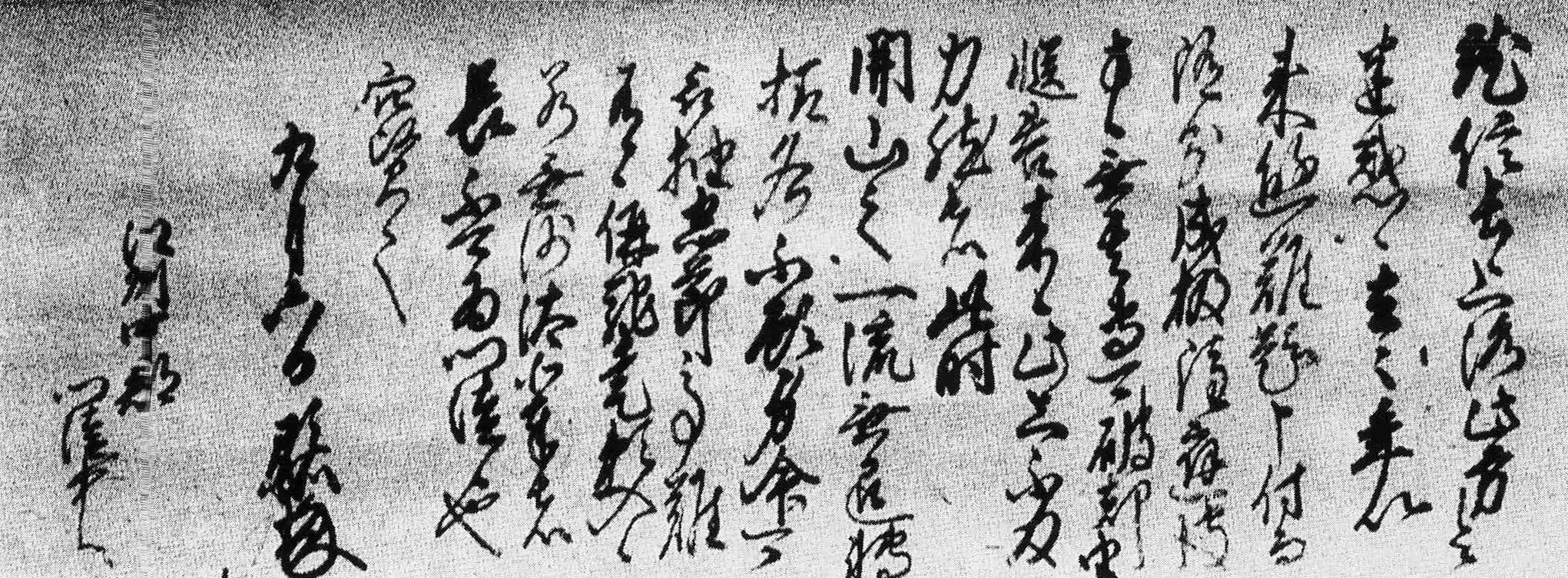
近江国の門徒衆に向けた顕如の檄文/明照寺旧蔵

このような中、中立を保っていた石山本願寺の顕如が書状を出しており､その内容は、
| 「 | 信長上洛に就て、此の方迷惑せしめ候。去々年以来、難題を懸け申し付けて、随分なる扱ひ、彼の方に応じ候と雖もその詮なく、破却すべきの由、慥に告げ来り候。此の上は力及ばす。然ればこの時開山の一流退転なきの様、各身命を顧みず、忠節を抽らるべきこと有り難く候。併ら馳走頼み入り候。若し無沙汰の輩は、長く門徒たるべからず候なり。あなかしこ。 九月六日 顕如 門徒中へ | 」 |

とある。これは近江中部の本願寺門徒衆に宛てたもので、「身命をかえりみず」と記していることから、戦闘態勢を整えていたのではないかと推察されている。また顕如は9月10日にも浅井久政・長政父子に書状を送っている。

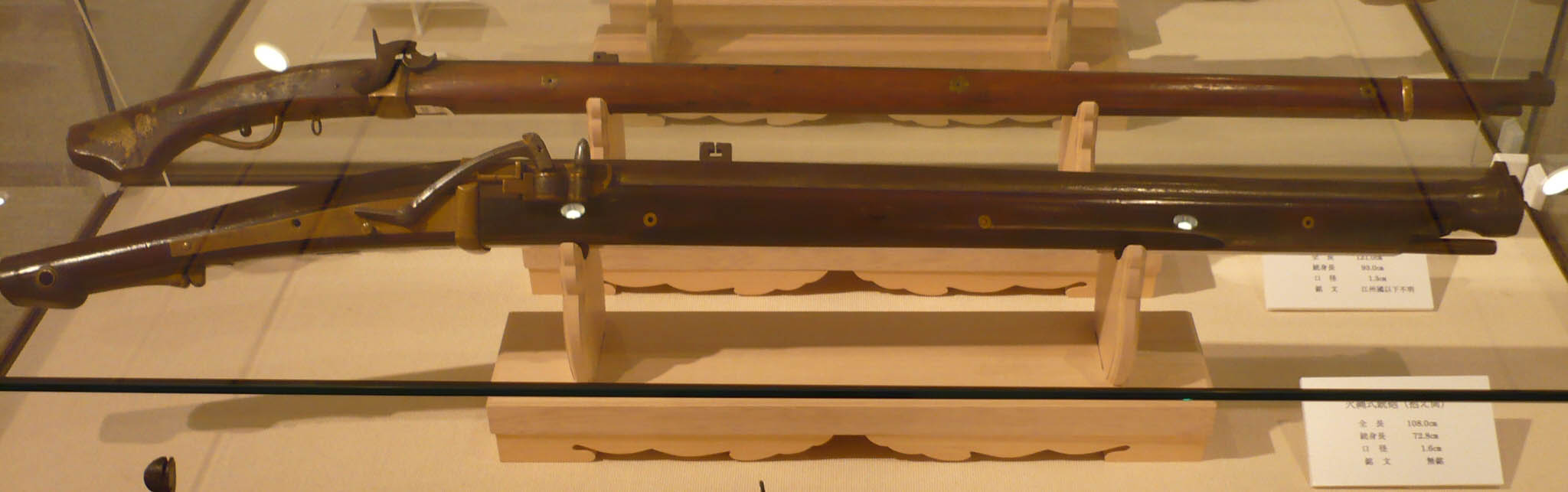
口径が大きい火縄銃

織田軍は野田城・福島城の対岸に「楼岸の砦」と「川口の砦」を築き、それぞれに武将を入れ、環境が整った8日、野田城・福島城の西の対岸にあった浦江城（別名、手好城、海老江の砦）を三好義継、松永久秀隊が攻城した。この時火縄銃以外にも大鉄砲が用いられたのではないかと思われている。大鉄砲とは通常の火縄銃に比べて口径が大きく主に攻城戦や海戦に使用されたと言われている。そのような兵器を使い三好：松永隊は浦江城を落城させ、野田城・福島城の攻城の砦とした。織田軍は更に川を埋め、対岸に土手を築き、櫓を上げ、11日より野田城・福島城への直接的な攻城が開始され城兵の首級が7つ上がり、翌12日は更に鉄砲を使用した攻城戦となったようである。
この日別動隊が織田軍に加わった。『信長公記』によると、雑賀衆・根来衆の2万兵（内、鉄砲衆3千兵）からなる連合軍が遠里小野、住吉、天王寺に陣取った。援軍を得た織田軍は三好三人衆軍との間で銃撃戦となり、この時の様子を『信長公記』は、「御敵身方の鉄砲誠に日夜天地も響くはがりに候」と伝えている。
その後、織田軍は畠中城も落城させた。三人衆軍にも鉄砲があったと思われているが、野田城・福島城に入城している鈴木重秀等が率いる傭兵雑賀衆にもかなり数の鉄砲が存在していたと思われている。
浦江城、畠中城が落城し、目の前には砦や櫓がいくつも建てられ、2万兵からなる雑賀・根来連合軍が合流すると、さすがに三人衆は信長に和平を申し込むが、信長は徹底攻撃を主張し和平案を受け入れなかった。この時まで堅城を誇る野田城・福島城に苦戦しているものの、大勢は織田軍の有利に変化なく和平案の拒否は当然と思われている。
しかし、この日の夜半から戦況は石山本願寺の参戦で変化する。『細川両家記』に、
とあり、石山勢は鐘を合図にして織田軍に襲いかかったようである。石山本願寺は福島城まで約4kmに位置する。顕如軍が参戦したことにより三人衆軍の士気が上がり、翌13日早朝、織田軍がせき止めていた防堤を打ち破ったようで、この時の状況を『細川両家記』は、
と記している。浦江城だけではなく、野田城・福島城を周りを取り込んでいた砦も海水に浸かってしまったと思われている。また『信長公記』によると同日夜には顕如自ら鎧を着て織田軍の本陣に襲いかかり、「楼岸の砦」と「川口の砦」には石山本願寺から鉄砲を撃ちかけたようである。
翌14日は海水がなかなか引かず、翌15日から17日までは鉄砲による攻撃が出来ず大規模な戦闘にはならなかったようである。
16日、近江で浅井・朝倉連合軍が信長の背後を突くべく進軍を開始している。この報せを受けた宇佐山城主・森可成は野府城主・織田信治、青地茂綱らと共に交通の要所である坂本を先に占領して街道を封鎖、連合軍の南進妨害を試みる。そして16日に緒戦においては連合軍を撃退する。

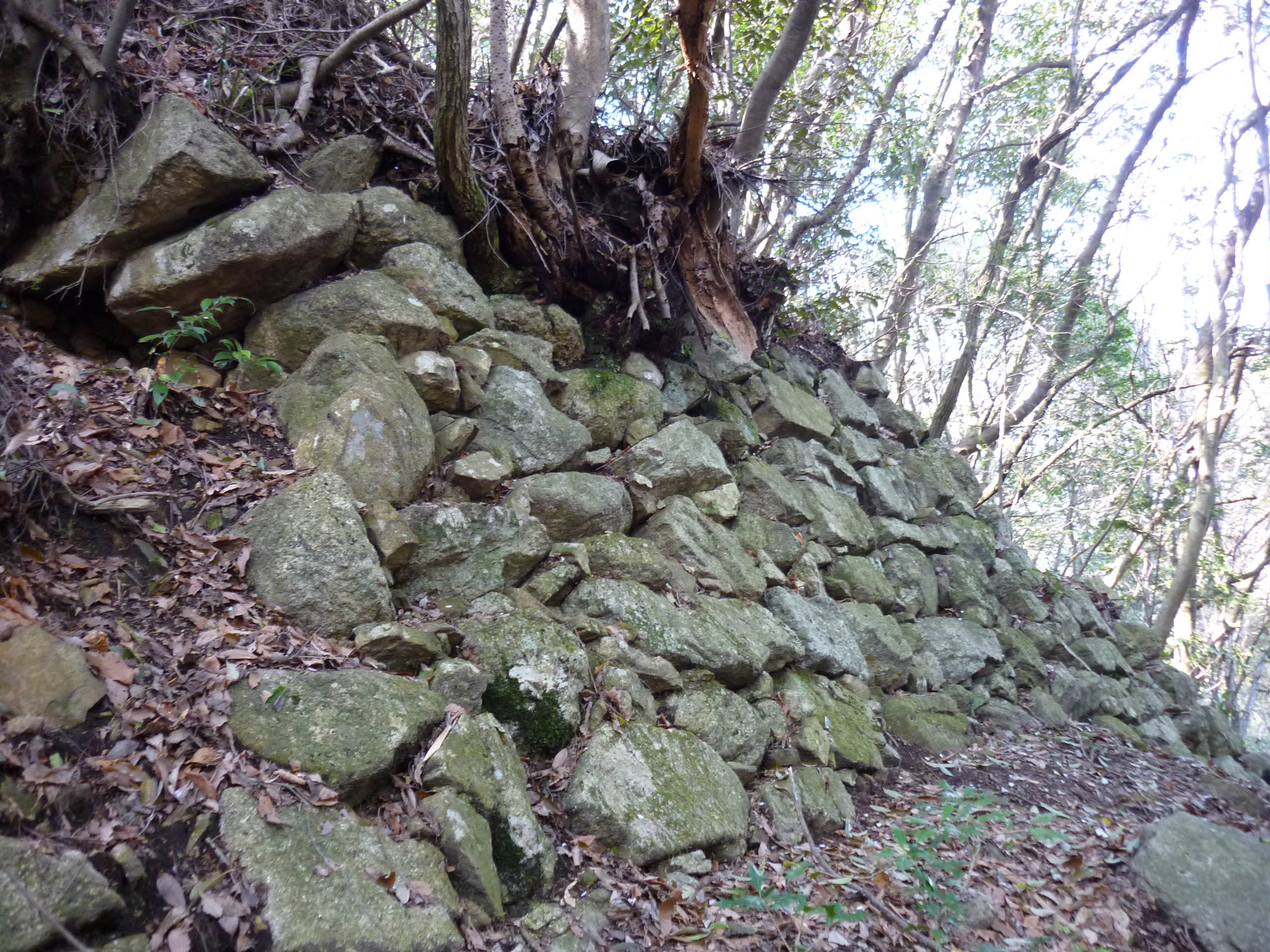
宇佐山城の本丸下石垣

しかし、顕如の要請を受けた延暦寺の僧兵も連合軍に加わると、形勢は逆転。20日、森らはさらに数の増えた連合軍を押し返すなど健闘を見せるが、浅井対馬・玄蕃の2千に側面から攻撃を仕掛けられ、さらに朝倉景恒、山崎吉家、阿波賀三郎の隊に加え浅井長政本隊もこれに加わったため、ついに崩れて森可成、織田信治、青地茂綱の3人は戦死する（宇佐山城の戦い）。
続いて浅井・朝倉連合軍は宇佐山城への攻城戦に移行。守備側は1000人、攻城側は3万人と劣勢であったが、可成の重臣各務元正、武藤兼友、肥田直勝、林通安らが奮闘して持ちこたえた。連合軍は城攻めを諦め、21日に逢坂から京都の山科方面まで出軍してきた。
翌日の22日の浅井長政の書状には、
| 「            | まず坂本に至って着陣候。一両日中に京都へ罷り上るべき相談、半ばに候。野田、福島いよいよ堅固に相聞こえ申し候。一途ほど御座あるべく候。御心易く思召され候 | 」 |
| —浅井長政書状 | |    |

とあり、石山本願寺や三人衆と連携していたとうかがえる。同日、柴田勝家が信長の本陣に出向き、京都に戻るように進言した。
23日、信長は全部隊に撤退命令を出し、足利義昭と共に帰京。これを知った浅井・朝倉連合軍は比叡山に後退。翌24日、信長は逢坂を越え、近江へと向かった。戦いは「志賀の陣」へと続く。

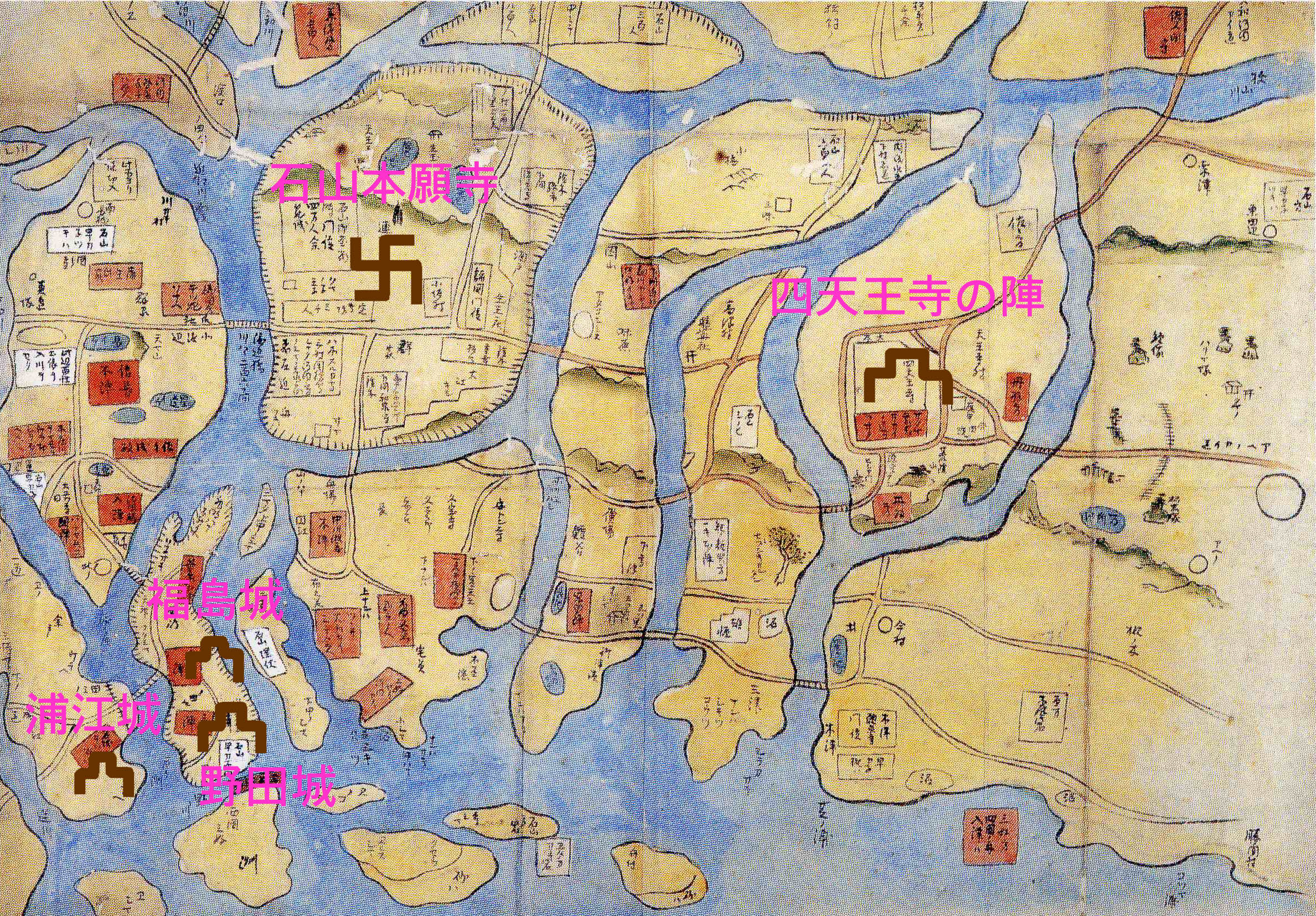
野田城、福島城の戦いの配陣図/大阪城天守閣蔵

## 戦後の影響
三人衆軍には27日、篠原長房が中心となり、細川真之、三好長治、十河存保ら、阿波・讃岐の兵2万からなる大援軍が兵庫浦に上陸、翌28日、織田軍に属していた瓦林城、越水城の城主・瓦林三河守を討ち取り、10月1日に野田城・福島城に入城する。ここに至って信長は、三人衆、本願寺、浅井長政、朝倉義景、六角義賢ら連合軍との和睦を模索することになる。義昭は三人衆に対しては敵対心があったようではあるが、顕如に対しては開戦当初から一貫して和平を求めており、信長はこれを利用し朝廷工作を実施し、正親町天皇より「講和斡旋を希望す」という言を得て、11月30日に各陣営で話し合いが行われ、12月14日に和睦が成立し、長政、義景、六角連合軍も撤兵する。この時、三人衆と篠原長房は、旧敵であった三好義継、松永久秀とも和睦しており、その後、両者は共闘することとなった。この戦い以降、信長は浅井・朝倉・六角連合軍の討伐にしばらく忙殺されることになる。
開戦当初は織田軍に属していた雑賀・根来連合軍であったが、石山本願寺と同じ浄土真宗の門徒であったため、石山本願寺が参戦後、すぐには入城しなかったが、本格化な籠城戦となっていくと、鈴木孫一らが率いる傭兵雑賀衆と行動を共にし、石山本願寺へ入城し信長の敵対勢力となっていく。

## 補説
- 織田軍の兵力は『言継卿記』では2-3万、『足利季世記』や『細川両家記』では3万、『尋憲記』では6万と記載されている。これに対して三人衆軍は、『言継卿記』では5-6千、『信長公記』では8千、『多聞院日記』では1万、『尋憲記』では1万3千。信長が着陣してからも両軍に援軍が到着しており、正確な兵数の把握は当時も難しかったと思われている。
- 『陰徳太平記』によると、雑賀・根来連合軍は実は石山本願寺と結託して織田軍の背後を襲うべく時期をうかがっていたとされるが、この記述の信憑は低いと推測する指摘もある[7]。

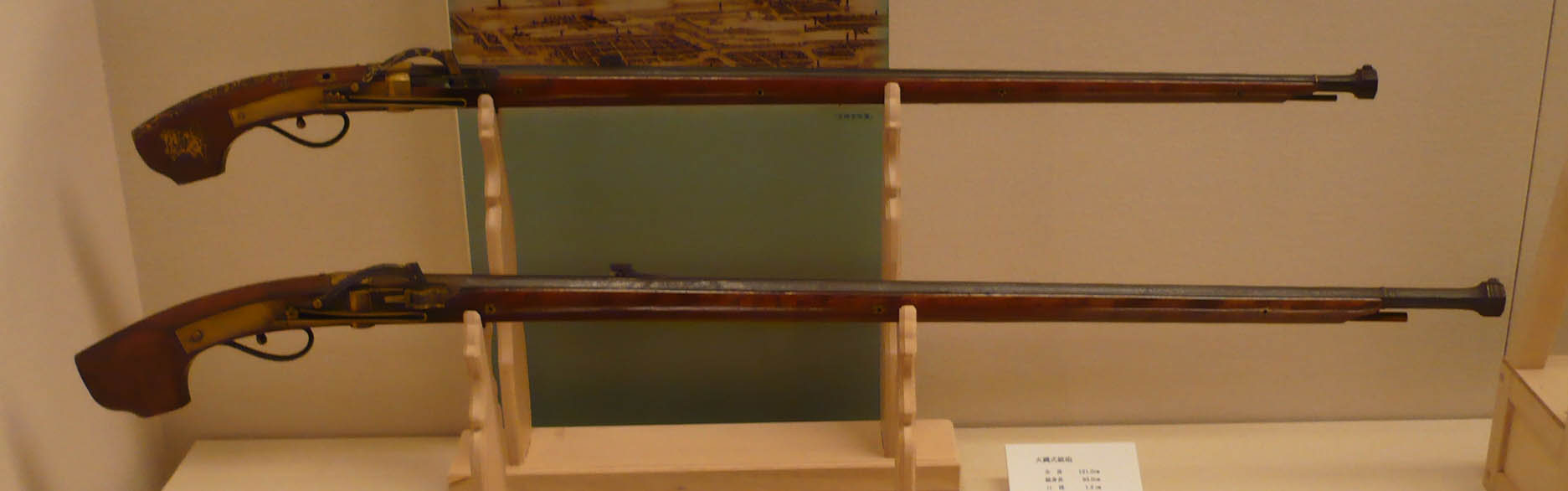
火縄銃

- 鉄砲を集団的に使用した最初の戦いは長篠の戦いが有名であるが、鉄砲を集団で使用したという点では、それより5年前にさかのぼる「野田・福島の戦い」が最初ではないかとされている[3]。『信長公記』等に記載されている雑賀衆・根来衆の鉄砲3千兵がどこまで正確かは不明だが、織田軍、三人衆軍、傭兵雑賀衆等の鉄砲を合わせると、かなりの数がこの地域に集中していたのではないかと推察されている。それらが野田城・福島城や周辺の砦や櫓から鉄砲を使った攻城戦が繰り広げたのではないかと思われている。また雑賀衆の佐武伊賀守なる人物が後の石山合戦で櫓にあがり、撃ち手となり他の5名が弾丸をこめ、堀などを渡って突破しようとする敵を確実に仕留めていった。伊賀守のみがこのような戦術を実施したわけではなく、「野田・福島の戦い」でも用いられていたと推察でき、このような戦術ノウハウを雑賀衆・根来衆が共有し有能な鉄砲集団となっていった[3]。
- 顕如の檄文には「織田信長が石山本願寺の破却を命じた」と書かれているが、それを通達した書状は見つかっていない。また、本願寺側以外の記録にそのような記述が見られず、『細川両家記』には「信長が仰天した」とあること、通達のタイミング（おそらく檄文より少し前）が信長にとって悪すぎ、かつ本願寺にとって好都合なことなどから、「破却を命じた」というのは顕如および本願寺側のでっち上げである可能性が指摘されている[8]。一方で信長は大坂の地を狙っていたという説もある[9]。
- なぜ石山本願寺が、宿敵・比叡山と敵対している信長に対して決起したかという理由について、三人衆に味方したためではないかという説がある[8]。本願寺門徒が大和に道場を建てようと試みた時、三人衆の1人岩成友通が助力したとの記述が『多聞院日記』にある。最終的に大和の寺社からの激しい反対にあって断念したが、この時に友通が熱心に助力していたため、三人衆に対して好印象を持ったのではないかとしている。

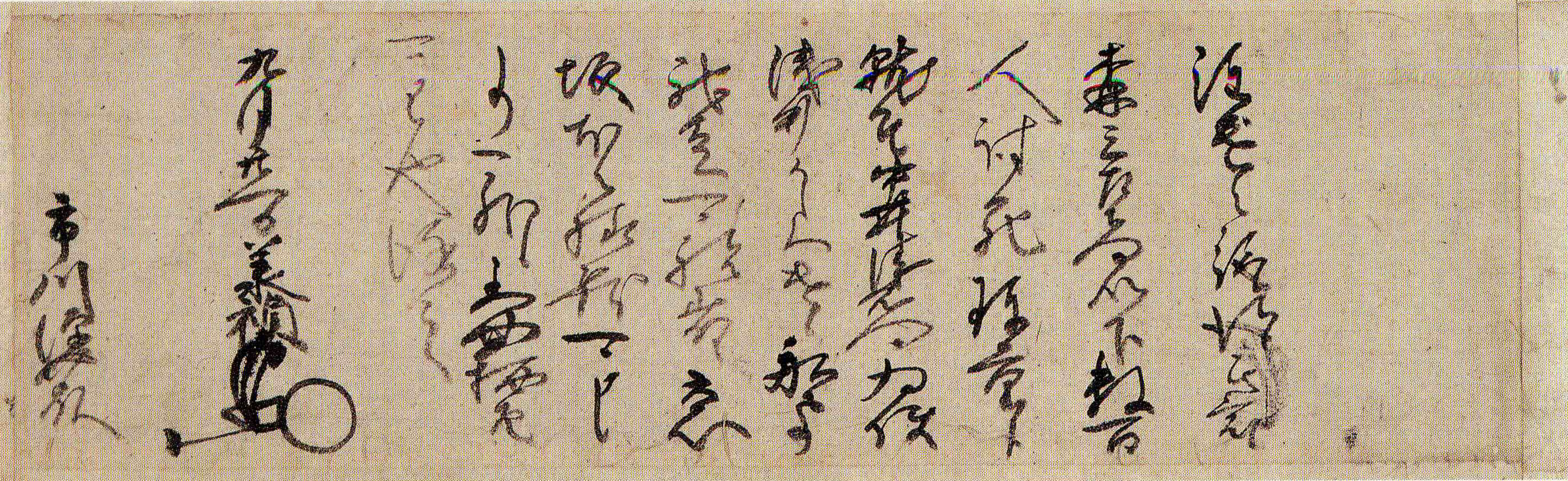
六角義賢の書状/個人蔵

- 六角義賢は書状（右参照）で、宇佐山城を攻城し織田信治と森可成以下数百名を討ち取ったことを浅井方に知らせるために、地元の土豪・市川吉澄が船を用意したことに対して礼を述べている。2行目と3行目に「森三左衛門尉以下数百人討死」との記載が見られる。その後、志賀の陣で義賢は比叡山に立てこもることになる。六角氏と浅井氏は長らく対立していたが、この時は反信長で協調し、浅井・朝倉連合軍に従軍していたと思われる。